# Pasieka (Harta)
Pasieka – część wsi Harta w Polsce, położona w województwie podkarpackim, w powiecie rzeszowskim, w gminie Dynów.
W latach 1975–1998 Pasieka administracyjnie należała do województwa przemyskiego